# Декстер мертвий
«Декстер мертвий» (англ. Dexter Is Dead) — восьмий роман, написаний Джеффом Ліндсі, і остання книга в серії книг про Декстера Моргана про серійного вбивцю-месника, який переважно полює на інших серійних убивць. Книга вийшла 7 липня 2015 року.

## Сюжет
Після попередніх подій Декстера фальшиво звинувачують у вбивстві Рити та розбещенні Астор. Щоб уникнути збентеження, офіс шерифа Маямі-Дейд робить усе можливе, щоб покласти злочини на Декстера, навіть вдаючись до фальсифікації доказів. Дебора вирішує розірвати стосунки з Декстером і відмовляється допомагати йому, бажаючи покарати за минулі злочини, а також вимагаючи опіки над його дітьми. Ім'я Декстера намагається очистити лише Масука, але безуспішно. Браян вивільняє Декстера з в'язниці під заставу та надає йому адвоката, але стає мішенню мексиканського наркокартелю, у якого він раніше вкрав гроші. Картель кілька разів намагається вбити Декстера, щоб дістатися до Браяна.
Дебора неохоче зв'язується з Декстером, щоб повідомити, що його дітей викрали. Це веде їх до крихкого примирення. Декстер домовляється про зустріч з детективом Андерсоном і головорізами Рауля. Він хоче вбити його, що й відбувається, але не раніше, ніж він вбиває своїх нападників, і Декстеру не залишається нікого допитувати. Зрештою, вони з'ясовують, що їхній адвокат постачав Раулю інформацію про Декстера, що спонукає їх убити його і всіх членів картелю, які переслідували Френка, за винятком одного, якого брати відвозять на відокремлений склад, де під тортурами намагаються дізнатися місцезнаходження дітей і водночас задовольнити власні садистські нахили.
Після того, як діти Декстера знайдені, Браян, Дебора і Декстер об'єднуються, проникають на яхту Рауля і забирають дітей назад. Дебора забирає дітей, але Браян гине від бомби, яку він сам заклав, а Декстер отримує важкі поранення. Після того, як Дебора повертається, щоб вчасно вбити Рауля, Декстер залишається на яхті, щоб встановити ще одну бомбу, щоб не залишилося жодних доказів. Декстер встановлює її і збирається покинути корабель, щоб Дебора могла врятувати його на своєму човні. Сильно ослаблений від втрати крові, Декстер встигає зістрибнути з яхти до того, як вона вибухне. Він втрачає свідомість і тоне в морі.

## В інших медіа
14 жовтня 2020 року Showtime оголосив, що «Декстер» повернеться з обмеженим серіалом із 10 епізодів, який досліджуватиме сюжет, подібний до «Декстер мертвий», з Майклом Голлом у його оригінальній ролі Декстера Моргана, а Клайд Філліпс повернеться як шоураннер. 17 листопада 2020 року було оголошено, що Маркос Сієга зніме шість епізодів обмеженого серіалу, а також стане виконавчим продюсером разом із Холом, Джоном Голдвіном, Сарою Коллетон, Біллом Карраро та Скоттом Рейнольдсом. Виробництво почалося в лютому 2021 року, прем'єра запланована на осінь 2021 року. У січні 2021 року Кленсі Браун отримав роль Курта Колдвелла, головного антагоніста Декстера, а Девіда Магідоффа — Тедді. У лютому 2021 року Джеймі Чанг і Оскар Волберг отримали повторні ролі. У червні 2021 року було оголошено, що Джон Літгоу повторить свою роль Артура Мітчелла. У липні 2021 року стало відомо, що також повернеться Дженніфер Карпентер, і Літгоу, і Карпентер з'являться у своїх ролях. Прем'єра відбулася 7 листопада 2021 року на Showtime і завершилася 9 січня 2022 року (передбачуваною) смертю Декстера Моргана.